# Charles M. Stang
Charles M. Stang (* 23. Dezember 1974) ist ein US-amerikanischer Theologe.

## Leben
Er erwarb 1997 den AB an der Harvard University in Philosophie, 2001 den M.Div. an der University of Chicago und 2008 den ThD an der Harvard Divinity School. Er lehrt an Harvard Divinity School (2008–2012: Assistant Professor of Early Christian Thought, 2012–2015: Associate Professor of Early Christian Thought, seit 2015 Professor of Early Christian Thought).
Zu seinen Interessen gehören: die Entwicklung von Askese, Mönchtum und Mystik im Christentum; antike Philosophie, insbesondere Neuplatonismus; die syrisch-christliche Tradition, insbesondere die Verbreitung der ostsyrischen Tradition entlang der Seidenstraße und andere philosophische und religiöse Bewegungen des alten Mittelmeers, einschließlich Gnostizismus, Hermetismus und Manichäismus.

## Schriften (Auswahl)
- (Hrsg.): The waking dream of T. E. Lawrence. Essays on his life, literature, and legacy. New York 2002, ISBN 0-312-23757-X.
- mit Sarah Coakley (Hrsg.): Re-thinking Dionysius the Areopagite. Chichester 2009, ISBN 978-1-4051-8089-4.
- Apophasis and pseudonymity in Dionysius the Areopagite. ‘no longer I‘. Oxford 2012, ISBN 978-0-19-964042-3.
- mit David Lincicum und Ruth Sheridan (Hrsg.): Law and lawlessness in Early Judaism and Early Christianity. Tübingen 2019, ISBN 3-16-156708-0.